# Falkirk Football Club
Il Falkirk Football Club, meglio noto come Falkirk, è una società calcistica scozzese con sede nella città di Falkirk, militante in Scottish Premiership, secondo livello del calcio scozzese.
Nel suo palmarès ci sono due Scottish Cup e quattro Scottish Challenge Cup.

## Storia

### I primi anni
La data esatta in cui nacque il Falkirk è incerta: tradizionalmente il club e i tifosi riportano l'anno 1876, mentre altri resoconti indicano l'anno successivo. Ad ogni modo, nel 1878 entrò a far parte della Scottish Football Association ed esordì in Scottish Cup. Oltre a questo torneo, nei primi anni il club disputò solo amichevoli e giocò in tre stadi differenti (Hope Street, Randyford Park e Blinkbonny Park) prima di trasferirsi al Brockville Park nel 1884. L'anno prima era stata fondata la Stirlingshire Football Association, comprendente i club della regione, e con essa la Stirlingshire Cup, che il Falkirk vinse alla prima edizione.

### L'arrivo in Football League
Dopo aver giocato molte amichevoli, match regionali e di Scottish Cup, nella stagione 1902-1903 il Falkirk prese parte Scottish Football League, iniziando dalla seconda serie, la Scottish Division Two.
Alla terza stagione di Division Two il Falkirk si piazzò secondo, dietro al Clyde, e venne promosso in Scottish Division One.
Nella stagione 1907-08, dopo tre anni dall'approdo in massima serie, il Falkirk si piazzò al secondo posto (con 103 gol segnati, in media circa 3 a partita), posizione poi ripetuta nel 1909-10; in entrambe le occasioni arrivò alle spalle del Celtic. Nel 1913 vinse la sua prima Scottish Cup, sconfiggendo in finale 2-0 il Raith Rovers.
Negli anni successivi non fece risultati di rilievo, nonostante l'acquisto record per £5000 di Syd Puddefoot dal West Ham nel 1922: in quella stagione arrivò quarto e fu la migliore prestazione del periodo. Retrocesse al termine della stagione 1934-35, arrivando ultimo dopo 30 stagioni nella massima serie. Tuttavia vinse subito la Division Two, realizzando ben 132 reti, e ritornò in Division One, che disputò fino al 1939, quando i campionati si fermarono per la Seconda Guerra Mondiale.

### Dal dopoguerra agli anni novanta
I campionati ripresero per la stagione 1946-47 e il Falkirk ripartì dalla massima serie. Nel 1948 arrivò in finale della Scottish League Cup (nata nella stagione precedente), dove perse 4-1 al replay contro l'East Fife, dopo che il primo match era terminato 0-0. Retrocesso nel 1951, l'anno successivo fu di nuovo in Division One.
Nel 1957 arrivò in finale di Scottish Cup e superò il Kilmarnock per 2-1 nel replay (dopo l'1-1 nella prima partita), tornando al successo dopo 44 anni.
Nei successivi decenni il Falkirk fece la spola tra prima e seconda divisione: tra il 1958 e il 1996 totalizzò sette retrocessioni e altrettante promozioni, compreso il periodo in Scottish Second Division tra i campionati 1976-77 e 1979-80, quando questa diventò la terza serie in seguito alla fondazione della Premier Division.
Nel 1997 arrivò in finale di Scottish Cup per la terza volta nella sua storia, ma perse 1-0 contro il Kilmarnock.

### Scottish Premier League
Il Falkirk si classificò secondo in First Division per due anni consecutivi (1997-98 e 1998-99), ma con la fondazione della Scottish Premier League vennero aboliti i play-off promozione tra la seconda della First Division e la penultima della massima serie. L'anno successivo, con la Scottish Premier League in procinto di ampliarsi da 10 a 12 squadre, le prime due squadre della First Division (St. Mirren e Dunfermline) furono promosse in massima serie, mentre il Falkirk terzo classificato avrebbe dovuto giocare i play-off contro l'Aberdeen, ultimo della SPL. Emerse però il problema dello stadio in caso di promozione:
i criteri della SPL prevedevano uno stadio con capienza da 10 000 posti, ma il Brockville Park non era a norma. Il Falkirk propose di giocare i match interni al Murrayfield Stadium di Edimburgo, ma la federazione rifiutò e i play-off non si disputarono.
Dopo aver sfiorato più volte la promozione, in First Division 2001-02 scivolò invece fino al nono posto, ma evitò la retrocessione per il fallimento degli Airdrieonians. La stagione seguente, invece, il Falkirk tornò a lottare per la promozione e concluse al primo posto, ma non risolse la grana dello stadio: era stata presa la decisione di giocare in massima serie all'Excelsior Stadium di Airdrie, ma la SPL rifiutò questa soluzione.
Di fronte alla seconda promozione sfumata, il Falkirk decise di costruire un nuovo stadio.
Durante il 2005, la capienza minima per la SPL fu ridotta a 6 000 e il nuovo Falkirk Stadium era pronto. In campionato il Falkirk arrivò primo e fu finalmente promosso in Scottish Premier League.
Nell'annata seguente raggiunse la salvezza (10º posto), poi nella stagione 2006-07 si piazzò settimo e batté in casa sia il Celtic sia i Rangers; sconfisse il Celtic ai calci di rigore anche nei quarti di finale della Scottish League Cup, in cui raggiunse la semifinale.
Il Falkirk classificò 10º in Scottish Premier League 2008-2009, ma nella stessa stagione raggiunse la finale di Coppa di Scozia, e seppur sconfitto per 1-0 dai Rangers, si qualificò in Europa League come finalista perdente della coppa nazionale (in quanto i Rangers avevano già avuto l'accesso tramite il campionato) qualificandosi a una coppa europea per la prima volta nella sua storia. In Europa League gli scozzesi battono il Vaduz 1-0 in casa, ma perdono 2-0 fuori casa e vengono eliminati subito dalla coppa. In campionato la squadra arrivò ultima e retrocesse.

### Scottish First Division/Scottish Championship
Ritornato in First Division, il Falkirk concluse le stagioni 2010-11 e 2011-12 al terzo posto. Nel 2012 vinse la Scottish Challenge Cup battendo 1-0 l'Hamilton Academical e stabilì il record di quattro Challenge Cup in bacheca.
Nello stesso anno giunse in semifinale della Coppa di Lega dopo aver eliminato Dundee United e Rangers, ma a quel punto perse contro il Celtic. L'anno dopo fece un ottimo cammino in Scottish Cup: superati lo Stenhousemuir, il Forfar Athletic e l'Hamilton, in semifinale si arrese all'Hibernian, che rimontò i tre gol presi nel primo tempo e vinse 4-3 ai supplementari.
In Championship 2013-14 (nuova denominazione della First Division) si classificò terzo a tre punti dal Dundee capolista e a un solo punto dall'Hamilton secondo. Nella stagione successiva, nonostante il quinto posto in campionato, ha raggiunto la finale di Coppa di Scozia, ma è sconfitto dall'Inverness per 2-1.
Si è classificato secondo nelle stagioni 2015-16 e 2016-17, nel primo caso ha perso la finale play-off contro il Kilmarnock, nel secondo è stato eliminato in semifinale dal Dundee United. Nel campionato 2017-18 arriva ottavo; invece nel successivo, dopo un'annata trascorsa per la maggior parte all'ultimo posto, retrocede in League One. Qui si classifica secondo nel campionato 2019-20, interrotto per la pandemia di COVID-19, senza poter ambire a disputare i play-off in quanto annullati. Nelle stagioni successive è invece al di fuori dalla zona play-off: quinto nel 2020-21 e sesto nel 2021-22.
Nel campionato 2022-2023 arriva secondo dietro al Dunfermline e si qualifica per i play-off, ma è sconfitto già alla prima partita dagli Airdrieonians, terzi della stagione regolare, che si impongono con un netto 7-2 complessivo tra andata e ritorno. L'anno seguente, invece, si classifica al primo posto ottenendo la promozione diretta e il ritorno in Championship dopo cinque stagioni; da neopromosso vince poi la Scottish Championship 2024-2025, tornando così dopo quindici anni dall'ultima volta a giocare in prima divisione.

## Stadio
Dal 2004 il Falkirk disputa le partite casalinghe al Falkirk Stadium, che attualmente ha una capienza di 8.000 persone. Come stadio di casa ha sostituito il precedente Brockville Park (1885-2003).

## Palmarès

### Competizioni nazionali
- Scottish Championship: 5

1990-1991, 1993-1994, 2002-2003, 2004-2005, 2024-2025
- Scottish League One: 5

1935-1936, 1969-1970, 1974-1975, 1979-1980, 2023-2024
- Coppa di Scozia: 2

1912-1913, 1956-1957
- Scottish Challenge Cup: 4

1993-1994, 1997-1998, 2004-2005, 2011-2012

### Altri piazzamenti
- Campionato scozzese:

Secondo posto: 1907-1908, 1909-1910
Terzo posto: 1910-1911
- Scottish Championship:

Secondo posto: 1904-1905, 1951-1952, 1960-1961, 1985-1986, 1988-1989, 1997-1998, 1998-1999, 2015-2016
Terzo posto: 1999-2000, 2000-2001, 2010-2011, 2013-2014
- Scottish League One:

Secondo posto: 2019-2020, 2022-2023
- Coppa di Scozia:

Finalista: 1996-1997, 2008-2009, 2014-2015
Semifinalista: 1908-1909, 1923-1924, 1926-1927, 1935-1936, 1997-1998, 2012-2013, 2022-2023
- Scottish League Cup:

Finalista: 1947-1948
Semifinalista: 1971-1972, 1974-1975, 2006-2007, 2008-2009, 2011-2012
- Scottish Challenge Cup:

Semifinalista: 2023-2024

## Statistiche e record

### Partecipazione ai campionati
| Livello | Categoria                 | Partecipazioni | Debutto   | Ultima stagione | Totale |
| ------- | ------------------------- | -------------- | --------- | --------------- | ------ |
| 1°      | Scottish Football League  | 6              | 1915-1916 | 1920-1921       | 69     |
| 1°      | Scottish Division One     | 46             | 1905-1906 | 1973-1974       | 69     |
| 1°      | Scottish Division A       | 5              | 1946-1947 | 1950-1951       | 69     |
| 1°      | Scottish Premier Division | 6              | 1986-1987 | 1995-1996       | 69     |
| 1°      | Scottish Premier League   | 5              | 2005-2006 | 2009-2010       | 69     |
| 1°      | Scottish Premiership      | 1              | 2025-2026 | 2025-2026       | 69     |
| 2°      | Scottish Division Two     | 9              | 1902-1903 | 1974-1975       | 40     |
| 2°      | Scottish First Division   | 24             | 1975-1976 | 2012-2013       | 40     |
| 2°      | Scottish Championship     | 7              | 2013-2014 | 2024-2025       | 40     |
| 3°      | Scottish Second Division  | 3              | 1977-1978 | 1979-1980       | 8      |
| 3°      | Scottish League One       | 5              | 2019-2020 | 2023-2024       | 8      |

### Statistiche nelle competizioni UEFA
Tabella aggiornata alla fine della stagione 2020-2021.
| Competizione                  | Partecipazioni | G | V | N | P | RF | RS |
| ----------------------------- | -------------- | - | - | - | - | -- | -- |
| Coppa UEFA/UEFA Europa League | 1              | 2 | 1 | 0 | 1 | 1  | 2  |

## Organico

### Rosa 2023-2024
Aggiornata al 31 marzo 2024
| N. |                   | Ruolo | Calciatore       |
| -- | ----------------- | ----- | ---------------- |
| 1  | Scozia (bandiera) | P     | Sam Long         |
| 2  | Scozia (bandiera) | D     | Tom Lang         |
| 3  | Scozia (bandiera) | D     | Leon McCann      |
| 4  | Scozia (bandiera) | C     | Stephen McGinn   |
| 5  | Scozia (bandiera) | D     | Liam Henderson   |
| 6  | Scozia (bandiera) | D     | Coll Donaldson   |
| 7  | Scozia (bandiera) | C     | Callumn Morrison |
| 8  | Scozia (bandiera) | C     | Brad Spencer     |
| 10 | Scozia (bandiera) | C     | Aidan Nesbitt    |
| 11 | Italia (bandiera) | A     | Alfie Agyeman    |

| N. |                   | Ruolo | Calciatore     |
| -- | ----------------- | ----- | -------------- |
| 14 | Scozia (bandiera) | C     | Finn Yeats     |
| 15 | Scozia (bandiera) | C     | Dylan Tait     |
| 17 | Scozia (bandiera) | A     | Ross MacIver   |
| 18 | Scozia (bandiera) | A     | Gary Oliver    |
| 19 | Scozia (bandiera) | A     | Ryan Shanley   |
| 20 | Scozia (bandiera) | D     | Layton Bisland |
| 26 | Scozia (bandiera) | D     | Sean Mackie    |
| 29 | Scozia (bandiera) | C     | Calvin Miller  |
| 31 | Scozia (bandiera) | P     | Nicky Hogarth  |

### Rosa 2022-2023
Aggiornata al 9 novembre 2022
| N. |                        | Ruolo | Calciatore          |
| -- | ---------------------- | ----- | ------------------- |
| 1  | Scozia (bandiera)      | P     | PJ Morrison         |
| 2  | Scozia (bandiera)      | D     | Ryan Williamson     |
| 4  | Scozia (bandiera)      | C     | Stephen McGinn      |
| 5  | Scozia (bandiera)      | D     | Liam Henderson      |
| 6  | Scozia (bandiera)      | D     | Coll Donaldson      |
| 7  | Scozia (bandiera)      | C     | Callumn Morrison    |
| 8  | Inghilterra (bandiera) | C     | Steven Hetherington |
| 9  | Colombia (bandiera)    | A     | Juan Alegría        |
| 10 | Scozia (bandiera)      | C     | Aidan Nesbitt       |
| 11 | Scozia (bandiera)      | C     | Craig McGuffie      |
| 12 | Scozia (bandiera)      | P     | Paddy Martin        |
| 14 | Scozia (bandiera)      | C     | Finn Yeats          |
| 15 | Scozia (bandiera)      | D     | Leon McCann         |

| N. |                        | Ruolo | Calciatore     |
| -- | ---------------------- | ----- | -------------- |
| 16 | Scozia (bandiera)      | C     | Seb Ross       |
| 17 | Scozia (bandiera)      | A     | Jaime Wilson   |
| 18 | Scozia (bandiera)      | A     | Gary Oliver    |
| 19 | Inghilterra (bandiera) | A     | Rumarn Burrell |
| 20 | Scozia (bandiera)      | D     | Blair Sneddon  |
| 21 | Irlanda (bandiera)     | C     | Ola Lawal      |
| 22 | Scozia (bandiera)      | D     | Brad McKay     |
| 26 | Scozia (bandiera)      | D     | Sean Mackie    |
| 28 | Scozia (bandiera)      | C     | Pearse Carroll |
| 29 | Scozia (bandiera)      | A     | Fin Malcolm    |
| 31 | Scozia (bandiera)      | P     | Nicky Hogarth  |
| 44 | Scozia (bandiera)      | D     | Paul Watson    |
| 73 | Scozia (bandiera)      | C     | Kai Kennedy    |

### Rosa 2021-2022
Aggiornata al 10 marzo 2022
| N. |                              | Ruolo | Calciatore            |
| -- | ---------------------------- | ----- | --------------------- |
| 1  | Scozia (bandiera)            | P     | Robbie Mutch          |
| 2  | Scozia (bandiera)            | D     | Ryan Williamson       |
| 3  | Scozia (bandiera)            | D     | Paul Dixon            |
| 5  | Antigua e Barbuda (bandiera) | D     | Aaron Taylor-Sinclair |
| 6  | Scozia (bandiera)            | C     | Gary Miller           |
| 7  | Scozia (bandiera)            | C     | Callumn Morrison      |
| 8  | Inghilterra (bandiera)       | C     | Steven Hetherington   |
| 9  | Scozia (bandiera)            | A     | Leigh Griffiths       |
| 10 | Scozia (bandiera)            | A     | Aidan Nesbitt         |
| 11 | Scozia (bandiera)            | C     | Craig McGuffie        |
| 12 | Scozia (bandiera)            | P     | Paddy Martin          |
| 13 | Scozia (bandiera)            | P     | Luke Holt             |
| 14 | Scozia (bandiera)            | C     | Jaime Wilson          |

| N. |                        | Ruolo | Calciatore       |
| -- | ---------------------- | ----- | ---------------- |
| 15 | Scozia (bandiera)      | C     | Leon McCann      |
| 16 | Scozia (bandiera)      | A     | Seb Ross         |
| 18 | Inghilterra (bandiera) | C     | Sammy Ompreon    |
| 19 | Scozia (bandiera)      | A     | Anton Dowds      |
| 20 | Scozia (bandiera)      | C     | Blair Sneddon    |
| 21 | Scozia (bandiera)      | C     | Charlie Telfer   |
| 22 | Scozia (bandiera)      | D     | Brad McKay       |
| 23 | Scozia (bandiera)      | C     | Ben Weekes       |
| 24 | Scozia (bandiera)      | D     | Cammy Williamson |
| 25 | Scozia (bandiera)      | D     | Mackenzie Lemon  |
| 28 | Scozia (bandiera)      | C     | Johnny Armstrong |
| 29 | Scozia (bandiera)      | A     | Fin Malcolm      |
| 44 | Scozia (bandiera)      | D     | Paul Watson      |

### Rosa 2020-2021
Aggiornata al 3 marzo 2021
| N. |                             | Ruolo | Calciatore     |
| -- | --------------------------- | ----- | -------------- |
| 1  | Scozia (bandiera)           | P     | Robbie Mutch   |
| 2  | Scozia (bandiera)           | D     | Scott Mercer   |
| 3  | Scozia (bandiera)           | D     | Paul Dixon     |
| 4  | Irlanda del Nord (bandiera) | D     | Ben Hall       |
| 5  | Scozia (bandiera)           | D     | Mark Durnan    |
| 6  | Scozia (bandiera)           | C     | Gary Miller    |
| 7  | Inghilterra (bandiera)      | C     | Josh Todd      |
| 8  | Scozia (bandiera)           | C     | Blair Alston   |
| 9  | Irlanda (bandiera)          | A     | Aidan Keena    |
| 10 | Scozia (bandiera)           | A     | Anton Dowds    |
| 11 | Scozia (bandiera)           | C     | Aidan Connolly |
| 14 | Senegal (bandiera)          | C     | Morgaro Gomis  |

| N. |                             | Ruolo | Calciatore       |
| -- | --------------------------- | ----- | ---------------- |
| 16 | Inghilterra (bandiera)      | A     | Akeel Francis    |
| 17 | Scozia (bandiera)           | C     | Robbie Leitch    |
| 18 | Irlanda (bandiera)          | A     | Conor Sammon     |
| 19 | Irlanda del Nord (bandiera) | D     | Euan Deveney     |
| 20 | Scozia (bandiera)           | C     | Aidan Laverty    |
| 21 | Scozia (bandiera)           | C     | Charlie Telfer   |
| 22 | Scozia (bandiera)           | D     | Blair Sneddon    |
| 25 | Scozia (bandiera)           | P     | Jay Cantley      |
| 33 | Scozia (bandiera)           | D     | Sean Kelly       |
| 38 | Scozia (bandiera)           | C     | Callumn Morrison |
| 99 | Scozia (bandiera)           | A     | Lee Miller       |

### Rosa 2019-2020
Aggiornata al 2 febbraio 2020
| N. |                         | Ruolo | Calciatore            |
| -- | ----------------------- | ----- | --------------------- |
| 1  | Italia (bandiera)       | P     | Leo Fasan             |
| 2  | Scozia (bandiera)       | D     | Lewis Kidd            |
| 3  | Inghilterra (bandiera)  | D     | Jordan McGhee         |
| 4  | Scozia (bandiera)       | D     | Aaron Muirhead        |
| 5  | Inghilterra (bandiera)  | D     | Tom Dallison          |
| 6  | Scozia (bandiera)       | C     | Gary Miller           |
| 7  | Lituania (bandiera)     | A     | Deimantas Petravičius |
| 8  | Bulgaria (bandiera)     | C     | Nikolai Todorov       |
| 9  | Inghilterra (bandiera)  | A     | Dennon Lewis          |
| 11 | Scozia (bandiera)       | C     | Ross MacLean          |
| 12 | Scozia (bandiera)       | P     | David Mitchell        |
| 14 | Inghilterra (bandiera)  | D     | Tommy Robson          |
| 15 | Scozia (bandiera)       | C     | Ian McShane           |
| 16 | Sierra Leone (bandiera) | D     | Mustapha Dumbuya      |
| 17 | Ghana (bandiera)        | C     | Prince Buaben         |

| N. |                             | Ruolo | Calciatore     |
| -- | --------------------------- | ----- | -------------- |
| 18 | Inghilterra (bandiera)      | D     | Patrick Brough |
| 19 | Scozia (bandiera)           | A     | Zak Rudden     |
| 21 | Ghana (bandiera)            | C     | Abdul Osman    |
| 22 | Scozia (bandiera)           | C     | Joe McKee      |
| 24 | Irlanda del Nord (bandiera) | A     | Shayne Lavery  |
| 26 | Scozia (bandiera)           | D     | Mark Russell   |
| 28 | Scozia (bandiera)           | D     | Ciaran McKenna |
| 31 | Scozia (bandiera)           | P     | Robbie Mutch   |
| 34 | Scozia (bandiera)           | D     | Kyle Mitchell  |
| 35 | Irlanda (bandiera)          | C     | Cieran Dunne   |
| 36 | Scozia (bandiera)           | C     | Jason Jarvis   |
| 38 | Scozia (bandiera)           | P     | Brett Young    |
| 40 | Scozia (bandiera)           | A     | Kieran Sweeney |
| 41 | Scozia (bandiera)           | C     | Aidan Laverty  |

### Rosa 2018-2019
Aggiornata al 31 gennaio 2019
| N. |                             | Ruolo | Calciatore            |
| -- | --------------------------- | ----- | --------------------- |
| 1  | Italia (bandiera)           | P     | Leo Fasan             |
| 2  | Scozia (bandiera)           | D     | Lewis Kidd            |
| 3  | Inghilterra (bandiera)      | D     | Jordan McGhee         |
| 4  | Scozia (bandiera)           | D     | Aaron Muirhead        |
| 5  | Inghilterra (bandiera)      | D     | Tom Dallison          |
| 6  | Irlanda del Nord (bandiera) | C     | Paul Paton            |
| 7  | Lituania (bandiera)         | A     | Deimantas Petravičius |
| 8  | Bulgaria (bandiera)         | C     | Nikolai Todorov       |
| 9  | Inghilterra (bandiera)      | A     | Dennon Lewis          |
| 11 | Scozia (bandiera)           | C     | Ross MacLean          |
| 12 | Scozia (bandiera)           | P     | David Mitchell        |
| 14 | Inghilterra (bandiera)      | D     | Tommy Robson          |
| 15 | Scozia (bandiera)           | C     | Ian McShane           |
| 16 | Sierra Leone (bandiera)     | D     | Mustapha Dumbuya      |
| 17 | Ghana (bandiera)            | C     | Prince Buaben         |

| N. |                             | Ruolo | Calciatore     |
| -- | --------------------------- | ----- | -------------- |
| 18 | Inghilterra (bandiera)      | D     | Patrick Brough |
| 19 | Scozia (bandiera)           | A     | Zak Rudden     |
| 21 | Ghana (bandiera)            | C     | Abdul Osman    |
| 22 | Scozia (bandiera)           | C     | Joe McKee      |
| 24 | Irlanda del Nord (bandiera) | A     | Shayne Lavery  |
| 25 | Scozia (bandiera)           | C     | Andy Irving    |
| 26 | Scozia (bandiera)           | D     | Mark Russell   |
| 28 | Scozia (bandiera)           | D     | Ciaran McKenna |
| 31 | Scozia (bandiera)           | P     | Robbie Mutch   |
| 34 | Scozia (bandiera)           | D     | Kyle Mitchell  |
| 35 | Irlanda (bandiera)          | C     | Cieran Dunne   |
| 36 | Scozia (bandiera)           | C     | Jason Jarvis   |
| 38 | Scozia (bandiera)           | P     | Brett Young    |
| 40 | Scozia (bandiera)           | A     | Kieran Sweeney |
| 41 | Scozia (bandiera)           | C     | Aidan Laverty  |

### Rosa 2017-2018
Aggiornata al 2 settembre 2017
| N. |                        | Ruolo | Calciatore      |
| -- | ---------------------- | ----- | --------------- |
| 1  | Scozia (bandiera)      | P     | Robbie Thomson  |
| 2  | Scozia (bandiera)      | D     | Lewis Kidd      |
| 3  | Inghilterra (bandiera) | D     | Jordan McGhee   |
| 4  | Scozia (bandiera)      | D     | Aaron Muirhead  |
| 5  | Scozia (bandiera)      | D     | Peter Grant     |
| 6  | Scozia (bandiera)      | C     | Joe McKee       |
| 7  | Inghilterra (bandiera) | C     | Tom Taiwo       |
| 8  | Scozia (bandiera)      | C     | Mark Kerr       |
| 9  | Scozia (bandiera)      | A     | Nathan Austin   |
| 10 | Scozia (bandiera)      | C     | Craig Sibbald   |
| 11 | Grenada (bandiera)     | C     | Myles Hippolyte |
| 12 | Scozia (bandiera)      | P     | David Mitchell  |
| 14 | Scozia (bandiera)      | C     | Louis Longridge |

| N. |                        | Ruolo | Calciatore      |
| -- | ---------------------- | ----- | --------------- |
| 16 | Scozia (bandiera)      | A     | Reghan Tumilty  |
| 17 | Scozia (bandiera)      | C     | Alex Harris     |
| 18 | Scozia (bandiera)      | A     | Lee Miller      |
| 20 | Scozia (bandiera)      | A     | Kevin O'Hara    |
| 21 | Inghilterra (bandiera) | D     | Conrad Balatoni |
| 23 | Scozia (bandiera)      | D     | Tony Gallacher  |
| 24 | Scozia (bandiera)      | C     | Cameron Blues   |
| 25 | Scozia (bandiera)      | D     | Mark Finlayson  |
| 28 | Inghilterra (bandiera) | C     | James Craigen   |
| 30 | Scozia (bandiera)      | C     | Conor Langton   |
| 31 | Scozia (bandiera)      | P     | Robbie Mutch    |
| 33 | Scozia (bandiera)      | A     | Rory Loy        |
| 44 | Scozia (bandiera)      | D     | Paul Watson     |

### Rosa 2016-2017
Aggiornata al 2 febbraio 2017
| N. |                        | Ruolo | Calciatore      |
| -- | ---------------------- | ----- | --------------- |
| 1  | Irlanda (bandiera)     | P     | Danny Rogers    |
| 2  | Scozia (bandiera)      | D     | Lewis Kidd      |
| 3  | Inghilterra (bandiera) | D     | Luke Leahy      |
| 4  | Scozia (bandiera)      | D     | Aaron Muirhead  |
| 5  | Scozia (bandiera)      | D     | David McCracken |
| 6  | Scozia (bandiera)      | C     | Joe McKee       |
| 7  | Inghilterra (bandiera) | C     | Tom Taiwo       |
| 8  | Scozia (bandiera)      | C     | Mark Kerr       |
| 9  | Scozia (bandiera)      | A     | John Baird      |
| 10 | Scozia (bandiera)      | C     | Craig Sibbald   |
| 11 | Grenada (bandiera)     | C     | Myles Hippolyte |
| 14 | Scozia (bandiera)      | C     | Peter Grant     |

| N. |                        | Ruolo | Calciatore      |
| -- | ---------------------- | ----- | --------------- |
| 15 | Canada (bandiera)      | D     | Luca Gasparotto |
| 16 | Scozia (bandiera)      | A     | Nathan Austin   |
| 18 | Scozia (bandiera)      | A     | Lee Miller      |
| 19 | Scozia (bandiera)      | A     | Bob McHugh      |
| 20 | Scozia (bandiera)      | A     | Kevin O'Hara    |
| 21 | Scozia (bandiera)      | A     | Scott Shepherd  |
| 23 | Scozia (bandiera)      | D     | Tony Gallacher  |
| 24 | Scozia (bandiera)      | P     | Robbie Thomson  |
| 26 | Scozia (bandiera)      | P     | Lewis McMinn    |
| 28 | Inghilterra (bandiera) | C     | James Craigen   |
| 33 | Canada (bandiera)      | C     | Fraser Aird     |
| 44 | Scozia (bandiera)      | D     | Paul Watson     |

### Rosa 2015-2016
Aggiornata al 2 febbraio 2016
| N. |                        | Ruolo | Calciatore      |
| -- | ---------------------- | ----- | --------------- |
| 1  | Irlanda (bandiera)     | P     | Danny Rogers    |
| 3  | Scozia (bandiera)      | D     | Luke Leahy      |
| 4  | Scozia (bandiera)      | D     | Aaron Muirhead  |
| 5  | Scozia (bandiera)      | D     | David McCracken |
| 6  | Inghilterra (bandiera) | D     | Will Vaulks     |
| 7  | Inghilterra (bandiera) | C     | Tom Taiwo       |
| 8  | Scozia (bandiera)      | C     | Blair Alston    |
| 9  | Scozia (bandiera)      | A     | John Baird      |
| 10 | Scozia (bandiera)      | C     | Craig Sibbald   |
| 11 | Scozia (bandiera)      | C     | Mark Kerr       |
| 13 | Scozia (bandiera)      | D     | Alan Maybury    |

| N. |                    | Ruolo | Calciatore       |
| -- | ------------------ | ----- | ---------------- |
| 14 | Scozia (bandiera)  | C     | Peter Grant      |
| 17 | Scozia (bandiera)  | C     | David Smith      |
| 18 | Scozia (bandiera)  | A     | Lee Miller       |
| 19 | Scozia (bandiera)  | A     | Bob McHugh       |
| 22 | Scozia (bandiera)  | C     | Myles Hippolyte  |
| 24 | Scozia (bandiera)  | C     | Conor McGrandles |
| 26 | Scozia (bandiera)  | C     | Kevin McCann     |
| 28 | Turchia (bandiera) | P     | Deniz Mehmet     |
| 30 | Scozia (bandiera)  | A     | Kevin O'Hara     |
| 44 | Scozia (bandiera)  | D     | Paul Watson      |

### Rosa 2014-2015
Aggiornata al 3 febbraio 2015
| N. |                        | Ruolo | Calciatore      |
| -- | ---------------------- | ----- | --------------- |
| 1  | Scozia (bandiera)      | P     | Jamie MacDonald |
| 2  | Scozia (bandiera)      | D     | Kieran Duffie   |
| 3  | Scozia (bandiera)      | D     | Aaron Muirhead  |
| 5  | Scozia (bandiera)      | D     | David McCracken |
| 6  | Inghilterra (bandiera) | D     | Will Vaulks     |
| 7  | Inghilterra (bandiera) | C     | Tom Taiwo       |
| 8  | Scozia (bandiera)      | C     | Blair Alston    |
| 9  | Scozia (bandiera)      | C     | David Smith     |
| 10 | Scozia (bandiera)      | C     | Craig Sibbald   |
| 11 | Scozia (bandiera)      | C     | Mark Kerr       |
| 12 | Scozia (bandiera)      | P     | Graham Bowman   |

| N. |                        | Ruolo | Calciatore        |
| -- | ---------------------- | ----- | ----------------- |
| 14 | Scozia (bandiera)      | C     | Peter Grant       |
| 15 | Scozia (bandiera)      | D     | Liam Dick         |
| 17 | Irlanda (bandiera)     | D     | Alan Maybury      |
| 18 | Scozia (bandiera)      | A     | Lewis Small       |
| 19 | Inghilterra (bandiera) | C     | Luke Leahy        |
| 20 | Scozia (bandiera)      | C     | Alex Cooper       |
| 28 | Scozia (bandiera)      | A     | Botti Bia Bi      |
| 33 | Scozia (bandiera)      | A     | Rory Loy          |
| 34 | Galles (bandiera)      | C     | Owain Tudur Jones |
| 35 | Scozia (bandiera)      | A     | John Baird        |
| 36 | Inghilterra (bandiera) | A     | Taylor Morgan     |